# Hlubocké obory
Hlubocké obory patří do soustavy NATURA 2000 jako evropsky významná lokalita a jako ptačí oblast. Na levém břehu Vltavy je Stará obora, na pravém břehu Poněšická obora.

## Evropsky významná lokalita
Evropsky významná lokalita (EVL) Hlubocké obory CZ0314126 byla vyhlášena nařízením vlády č. 318/2013 Sb. Má rozlohu 3260,6 ha. Rozkládá se v katastrálních územích Dobřejovice u Hosína, Hluboká nad Vltavou, Munice, Olešník, Poněšice, Purkarec, Vitín, Vlkov u Drahotěšic.
Je zde výskyt evropsky významných druhů:
- dvouhrotec zelený,
- kovařík fialový,
- páchník hnědý,
- roháč obecný,
- rýhovec pralesní.[1]

### Přírodní rezervace
- Karvanice
- Libochovka

### Přírodní památky
- Baba
- Kameník

## Ptačí oblast
Ptačí oblast Hlubocké obory byla vyhlášena nařízením vlády č. 609/2004 Sb. Rozkládá se v katastrálních územích Dobřejovice u Hosína, Hluboká nad Vltavou, Poněšice a Vlkov u Drahotěšic.
Předmětem ochrany ptačí oblasti jsou populace:
- strakapouda prostředního,
- lejska bělokrkého

a jejich biotopy.
Významně jsou zde zastoupeny tyto druhy ptáků:
- datel černý,
- dlask tlustozobý,
- holub doupňák,
- krahujec obecný,
- krkavec velký,
- lejsek černohlavý,
- lejsek malý,
- lejsek šedý,
- orel mořský,
- rehek zahradní,
- rorýs obecný,
- strakapoud malý,
- šoupálek krátkoprstý,
- včelojed lesní,
- výr velký,
- žluna šedá,
- žluna zelená.[3]

## Historie území
Před vznikem obor byla tato oblast osídlena a na zalesněném území obor je zachována  řada raně středověkých a pravěkých mohylových pohřebišť s celkým počtem asi 1000 mohyl. Ve Staré oboře v lokalitě Baba se nachází zbytky oppida. Na kopci Hradec nad Libochovkou v Poněšické oboře je pravěké hradiště.

## Přístupnost

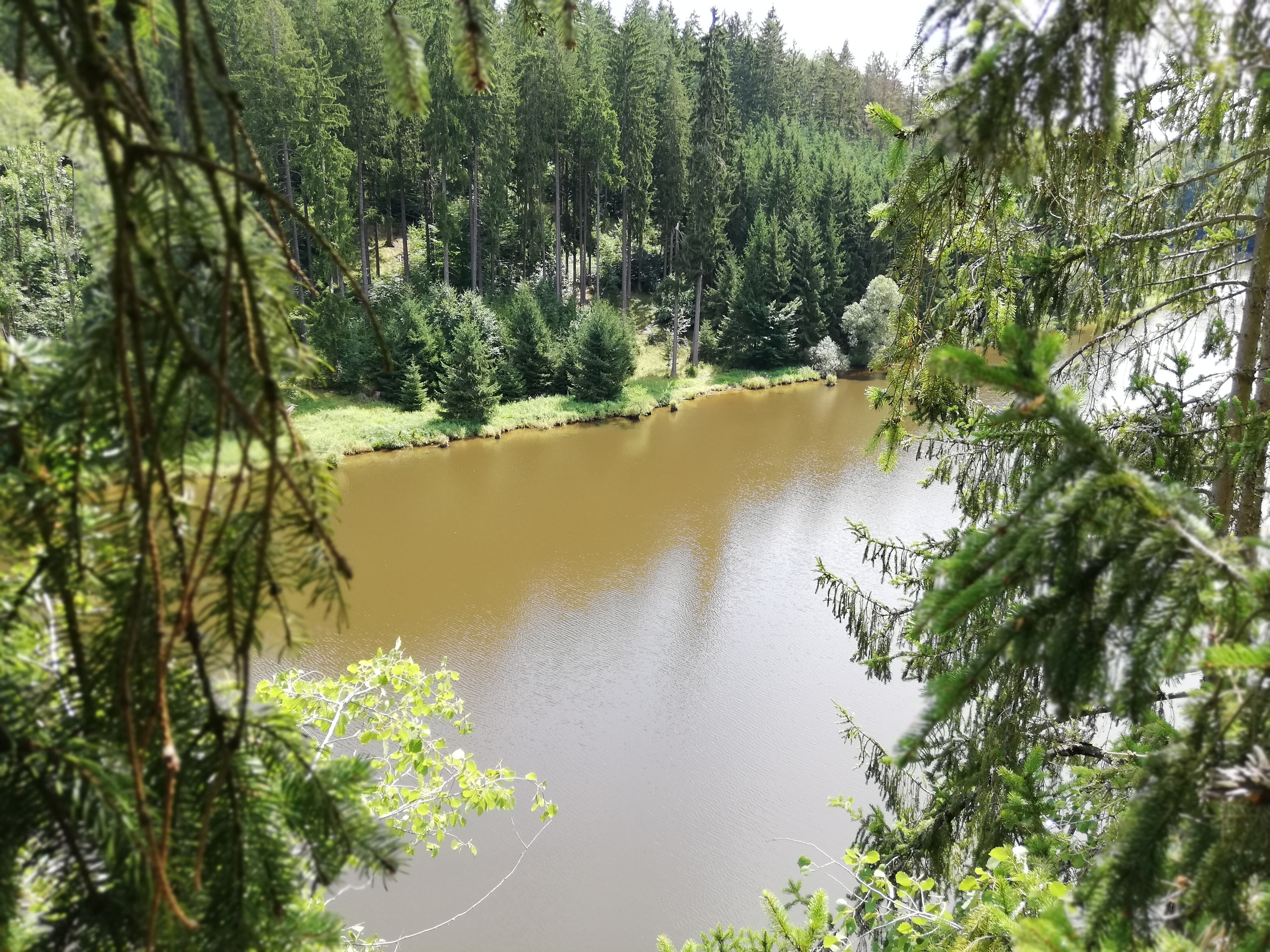
Údolí Vltavy pod zaniklým hradištěm Baba

Téměř celé území EVL je pro veřejnost nepřístupné. Ptačí oblast však zahrnuje širší území, včetně údolí Vltavy. Mezi Starou a Poněšickou oborou se táhne severojižním směrem kaňon Vltavy. Tento kaňon řeka prorazila během zániku jezera v Českobudějovické pánvi. Kaňon je několik set metrů široký a přibližně sto metrů hluboký. V roce 1991 byla dobudována vodní nádrž Hněvkovice a dnes je výška hladiny řeky Vltavy v těchto místech přibližně 377 m n. m. Několik desítek metrů vysoké skalní útvary se nacházejí na levém břehu v oblasti Baby a Karvanic a na pravém břehu v oblasti Jeleního skoku. Vedení hranice obor respektuje skutečnost, že skály nebo velmi prudké svahy jsou pro chov zvěře nevhodné.Nevyhovující vedení evropsky významné cyklotrasy EV7 (spojuje sever Skandinávie s jihem Itálie) severně od Hluboké nad Vltavou se toto město rozhodlo vyřešit vybudováním speciální komunikace procházející kaňonem Vltavy mezi oborami. Řešily se různé záměry; například vedení po pravém břehu (kritika pro narušení mechových porostů), vedení v oblasti Baby okolo plotu Staré obory (kritika pro narušení dubohabřin), zmenšení výměry obory v oblasti Baby a vedení trasy v místě bývalého plotu obory (kritika pro narušení zbytků oppida), vedení po stávajících lesních komunikacích skrz Starou oboru (zablokováno pro obavy z negativních dopadů na oboru). Po zárukách maximálního stavu nadržení Hněvkovické přehrady Hluboká nakonec odsouhlasila finančně náročné řešení vedení trasy po speciálně zbudovaném náspu v místě zatopené příbřežní cesty obcházející skalní masiv Baby. Naučná cyklistická stezka s 12 informačními panely (součást cyklotrasy 1059). byla otevřena 8. června 2010. Cyklistická stezka vede kolem přírodní rezervace Karvanice, kde dne 22. června 2020 byla oficiálně otevřena zajištěná cesta (via ferrata). Poblíž cyklistické stezky je zřícenina Hrádek u Purkarce, na který vede červeně značená turistická trasa.
Přes Poněšickou oboru vede cyklotrasa 1057 a žlutě značená turistická  trasa z Poněšic do stanice Chotýčany na železniční trati Praha – České Budějovice.
Po pravém břehu Vltavy vede silnice č. III/1472.